# Monte Casale (Trentino)
Il monte Casale è una catena che sovrasta, a occidente, la vallata del Sarca poco a nord del centro abitato di Dro, in Trentino.

## Descrizione
La breve catena è composta da varie cime:
- Daìn Grande (1630 metri)
- Monte Ganzoline (1549 metri)
- Monte Brento (1545 metri)

## Marocche di Dro
Poco a nord di Dro si trovano le Marocche di Dro, che rappresentano il più importante scoscendimento dell'intero arco alpino, che in Trentino ha un altro importante esempio costituito dai Lavini di Marco, poco più a sud di Rovereto.
Le Marocche si sono originate a partire dalla fine dell'era glaciale, e in qualche caso in epoca storica anche recente, dal distacco di enormi masse rocciose dalle pareti della catena del monte Casale da un'altezza compresa tra i 1200 ed i 1400 metri. Sono ben visibili, sui versanti orientali del Daìn Grande, del monte Ganzoline e in particolare del monte Brento, le grandi nicchie di distacco. Tali episodi catastrofici si sono verificati intervallati e per la durata di millenni. L'evento più recente si è avuto negli anni cinquanta, quando una frana interessò la zona a nord di Pietramurata e sollevò un'enorme nuvola di polvere che oscurò la valle per giorni.

## Luoghi d'interesse
I rilievi che formano la breve catena montuosa sono meta di escursioni e quindi sono caratterizzati da molti punti di interesse con rifugi, siti panoramici e luoghi adatti a sport estremi come il base jumping.
Il sito internazionalmente più conosciuto per la pratica del base jumping è il monte Brento, che è tragicamente noto anche per i frequenti incidenti mortali occorsi ai praticanti di questo sport estremo.